# Фуюнь
46°59′25″ пн. ш. 89°31′12″ сх. д. / 46.99037° пн. ш. 89.52005° сх. д.
Фуюнь (кит. 富蕴县, пін. Fùyùn Xiàn) — один із повітів КНР у складі області Алтай, СУАР. Адміністративний центр — містечко Кертиш.

## Географія
Повіт Фуюнь лежить на висоті близько 800 метрів над рівнем моря у північній частині СУАР. Північ повіту розташована у межах Монгольського Алтаю, у центральній частини знаходяться долини річок Чорний Іртиш і Булган-Гол, а південь лежить у Джунгарській пустелі.

### Клімат
Повіт знаходиться у зоні, котра характеризується кліматом помірних степів. Найтепліший місяць — липень із середньою температурою 22,8 °C. Найхолодніший місяць — січень, із середньою температурою -19,3 °С.
| Клімат повіту Фуюнь     | Клімат повіту Фуюнь | Клімат повіту Фуюнь | Клімат повіту Фуюнь | Клімат повіту Фуюнь | Клімат повіту Фуюнь | Клімат повіту Фуюнь | Клімат повіту Фуюнь | Клімат повіту Фуюнь | Клімат повіту Фуюнь | Клімат повіту Фуюнь | Клімат повіту Фуюнь | Клімат повіту Фуюнь | Клімат повіту Фуюнь |
| Показник                | Січ.                | Лют.                | Бер.                | Квіт.               | Трав.               | Черв.               | Лип.                | Серп.               | Вер.                | Жовт.               | Лист.               | Груд.               | Рік                 |
| Середній максимум, °C   | −11                 | −6,8                | 2,1                 | 15                  | 22,7                | 28,1                | 30                  | 28,6                | 22,5                | 13,2                | 1,4                 | −8,9                | 11,4                |
| Середня температура, °C | −19,3               | −15,7               | −5,3                | 7,8                 | 15,3                | 20,8                | 22,8                | 20,8                | 14,4                | 5,7                 | −5,7                | −16,2               | 3,8                 |
| Середній мінімум, °C    | −24,7               | −22,1               | −11,4               | 1,2                 | 7,9                 | 13,3                | 15,7                | 13,4                | 7,1                 | −0,3                | −10,7               | −21,3               | −2,7                |
| Норма опадів, мм        | 14.6                | 9                   | 11                  | 12.9                | 18.2                | 20.6                | 33                  | 17.5                | 14.3                | 15.9                | 24.9                | 17.7                | 209.6               |
| Вологість повітря, %    | 76                  | 75                  | 70                  | 49                  | 43                  | 42                  | 45                  | 45                  | 47                  | 57                  | 72                  | 78                  | 58.3                |
| ----------------------- | ------------------- | ------------------- | ------------------- | ------------------- | ------------------- | ------------------- | ------------------- | ------------------- | ------------------- | ------------------- | ------------------- | ------------------- | ------------------- |
| Джерело: data.cma.cn    |                     |                     |                     |                     |                     |                     |                     |                     |                     |                     |                     |                     |                     |